# Miphora shirakii
Miphora shirakii är en insektsart som beskrevs av Matsumura 1942. Miphora shirakii ingår i släktet Miphora och familjen spottstritar. Inga underarter finns listade i Catalogue of Life.